# Литюга Андрій Анатолійович
Андрі́й Анато́лійович Литю́га — майор Збройних сил України, учасник російсько-української війни.

## З життєпису
Проходив службу у 3-у окремому полку спеціального призначення. Вступив до Військової академії на факультет високомобільних десантних військ та розвідки. У березні-липні 2014-го виконував завдання в зоні ведення бойових дій. Брав участь у боях за Ізварине, Слов'янськ, Червонопартизанськ, Перевальськ; як санінструктор надавав першу допомогу під час боїв.
Станом на серпень 2015-го — курсант другого курсу Одеської військової академії.
Після закінчення у 2018 році військову академію в Одесі був призначений на посаду командира групи спецпризначення. У липні 2020 року став командиром роти спецпризначення. З листопада 2023 року — старший офіцер (майор) оперативно-планової групи штабу загону спецоперацій. Загинув 11 лютого 2024 року.
Похований 15 лютого 2024 року на Далекосхідному кладовищі у місті Кропивницький Кіровоградської області.

## Нагороди
За особисту мужність і героїзм, виявлені у захисті державного суверенітету та територіальної цілісності України, вірність військовій присязі під час російсько-української війни, відзначений — нагороджений
- 27 червня 2015 року — орденом «За мужність» III ступеня;
- нагрудний знак командувача Сил спеціальних операцій «Іду на Ви» IV ступеня;
- відзнака «За звитягу та вірність»
- інші відомчі нагороди[1];
- Почесний громадянин міста Суми (30.10.2024)[2].